# ماساأكي كاننو
ماساأَكي كانْنو (باليابانية: 菅野 将晃) (15 أغسطس 1960 في كاناغاوا في اليابان – )؛ هو لاعب كرة قدم ياباني سابق كان يلعب كلاعب وسط.

## وصلات خارجية
- ماساأكي كاننو على موقع رابطة كرة القدم اليابانية للمحترفين (اليابانية)
- ماساأكي كاننو على موقع قاعدة بيانات كرة القدم.إي يو (الإنجليزية)
- ماساأكي كاننو على موقع Soccerway.com (الإنجليزية)
- ماساأكي كاننو على موقع عالم كرة القدم.نت (الإنجليزية)